# Batman Beyond
Batman Beyond (també coneguda com a Batman of the Future en Sud-amèrica, Europa, i Austràlia) és una sèrie de televisió estatunidenca desenvolupada per Bruce Timm, Paul Dini, i Alan Burnett i produïda per Warner Bros. Animation en col·laboració amb DC Comics com a continuació de la història de Batman. Aquesta retrata un nou Batman adolescent en una futurística Gotham City sota la tutela d'un envellit Bruce Wayne, la sèrie es va començar a emetre el 10 de gener de 1999, i va acabar el 18 de desembre de 2001. Després de 52 episodis comprenent tres temporades i el lliurament d'un llargmetratge directe a vídeo, la sèrie es va posar en espera a causa de la sèrie animada Justice League, malgrat que la cadena havia anunciat plans per a una quarta temporada.
Entre el 1999 i el 2000 alguns episodis serien llançats en VHS dins del llargmetratge Batman Beyond: The Movie, de Dan Riba i Butch Lukic. El darrer lliurament en DVD conté la pel·lícula i 4 episodis de la sèrie Batman:
- Batman Beyond: The Movie
- Golem, episodi 1.04
- Meltdown, episodi 1.05
- Dead Man's Hand, episodi 1.07
- The Winning Edge, episodi 1.08